# Meesterklasse schaken 1999/00
Het Meesterklasse-seizoen 1999/00 was het vierde seizoen van de Meesterklasse, de hoogste Nederlandse schaakcompetitie voor clubteams onder de auspiciën van de KNSB. Er werd door tien teams in een halve competitie gestreden om het clubkampioenschap van Nederland. De Variant Breda, spelende onder de sponsornaam Panfox, werd werd voor de vierde keer op rij kampioen van de Meesterklasse.

## Uitslagen en kruistabel reguliere competitie[1]
| #   | Team       | Ra   | Mp | Bp  | 1  | 2   | 3  | 4  | 5  | 6  | 7  | 8  | 9  | 10 |
| --- | ---------- | ---- | -- | --- | -- | --- | -- | -- | -- | -- | -- | -- | -- | -- |
| 1.  | Panfox     | 2498 | 18 | 66½ | -- | 6½  | 6½ | 8  | 6½ | 8  | 6  | 8  | 8  | 9  |
| 2.  | HSG        | 2450 | 14 | 57½ | 3½ | --- | 7½ | 7  | 7  | 5½ | 7  | 8½ | 4½ | 7  |
| 3.  | Magnus BSG | 2402 | 12 | 50  | 3½ | 2½  | -- | 2  | 6  | 7½ | 6½ | 7  | 6½ | 8½ |
| 4.  | ESGOO      | 2389 | 10 | 45½ | 2  | 3   | 8  | -- | 6½ | 6  | 5  | 5½ | 4½ | 5  |
| 5.  | Amstelveen | 2323 | 8  | 42½ | 3½ | 3   | 4  | 3½ | -- | 6  | 5½ | 3½ | 6½ | 7  |
| 6.  | Rotterdam  | 2355 | 7  | 40½ | 2  | 4½  | 2½ | 4  | 4  | -- | 5  | 7½ | 5½ | 5½ |
| 7.  | LSG        | 2285 | 6  | 42½ | 4  | 3   | 3½ | 5  | 4½ | 5  | -- | 4  | 5½ | 8  |
| 8.  | SMB        | 2305 | 6  | 35½ | 2  | 1½  | 3  | 4½ | 6½ | 2½ | 6  | -- | 5½ | 4  |
| 9.  | Groningen  | 2339 | 5  | 38½ | 2  | 5½  | 3½ | 5½ | 3½ | 4½ | 4½ | 4½ | -- | 5  |
| 10. | Utrecht    | 2264 | 4  | 31  | 1  | 3   | 1½ | 5  | 3  | 4½ | 2  | 6  | 5  | -- |

#### Legenda
|  | Deelnemer aan de play-offs: Panfox/De Variant Breda, Hilversums Schaakgenootschap, Magnus/BSG, ESGOO |
|  | Degradant: Schaakclub Groningen, Schaakclub Utrecht                                                  |

## Play-off
|  | Halve finale            | Halve finale            |    |            | Finale       | Finale |
|  |                         |                         |    |            |              |        |
|  |                         |                         |    |            |              |        |
|  | Magnus/BSG              | 4½                      |    |            |              |        |
|  | HSG                     | 5½                      |    |            |              |        |
|  |                         |                         |    |            |              |        |
|  |                         |                         |    |            |              |        |
|  |                         |                         |    |            | HSG          | 3½     |
|  |                         | Panfox/De Variant Breda | 6½ |            |              |        |
|  |                         |                         |    |            |              |        |
|  |                         |                         |    |            | Derde plaats |        |
|  |                         |                         |    |            |              |        |
|  | ESGOO                   | 1½                      |    | Magnus/BSG | 6½           |        |
|  | Panfox/De Variant Breda | 8½                      |    |            | ESGOO        | 3½     |

### Eerste halve finale
| ESGOO              | Panfox/De Variant Breda | Score |
| ------------------ | ----------------------- | ----- |
| Gerhard Schebler   | Loek van Wely           | 0-1   |
| Michael Hoffmann   | Michael Adams           | 0-1   |
| Daniel Hausrath    | Jan Timman              | 0-1   |
| Oscar Lemmers      | Ivan Sokolov            | 0-1   |
| Matthias Thesing   | Joël Lautier            | 0-1   |
| Frank Kroeze       | Michail Gurewitsch      | 0-1   |
| Dirk Hennig        | Sergej Movsesjan        | ½-½   |
| Michael Feygin     | Rafael Vaganian         | ½-½   |
| Christof Sielecki  | John van der Wiel       | ½-½   |
| Michiel van Wissen | Erik van den Doel       | 0-1   |

### Tweede halve finale
| Magnus/BSG         | Hilversum SG         | Score |
| ------------------ | -------------------- | ----- |
| Alexei Barsov      | Ljubomir Ljubojević  | 0-1   |
| Vladimir Chuchelov | Jeroen Piket         | 0-1   |
| Igor Glek          | Leon Pliester        | 1-0   |
| Jeroen Bosch       | Paul van der Sterren | ½-½   |
| Dorian Rogozenco   | Matthew Sadler       | ½-½   |
| Dimitri Reinderman | Friso Nijboer        | 0-1   |
| Kick Langeweg      | Yona Kosashvili      | ½-½   |
| Hans Ree           | Rudy Douven          | ½-½   |
| Li Riemersma       | Zsófia Polgár        | 1-0   |
| Bruno Carlier      | Ian Rogers           | ½-½   |

### Finale
| Hilversum SG         | Panfox/De Variant Breda | Score |
| -------------------- | ----------------------- | ----- |
| Ian Rogers           | Loek van Wely           | 0-1   |
| Paul van der Sterren | Jan Timman              | ½-½   |
| Ljubomir Ljubojević  | Michael Adams           | ½-½   |
| Matthew Sadler       | Joël Lautier            | ½-½   |
| Friso Nijboer        | Ivan Sokolov            | 0-1   |
| Jeroen Piket         | Sergej Movsesjan        | ½-½   |
| Rudy Douven          | Rafael Vaganian         | 0-1   |
| Zsófia Polgár        | Michail Gurewitsch      | ½-½   |
| Yona Kosashvili      | Erik van den Doel       | ½-½   |
| Joris Brenninkmeijer | John van der Wiel       | ½-½   |

### Wedstrijd om de derde plek
| Magnus/BSG         | ESGOO              | Score |
| ------------------ | ------------------ | ----- |
| Vladimir Chuchelov | Daniel Hausrath    | ½-½   |
| Dorian Rogozenco   | Michael Feygin     | 1-0   |
| Jeroen Bosch       | Oscar Lemmers      | ½-½   |
| Igor Glek          | Michael Hoffmann   | 1-0   |
| Dimitri Reinderman | Matthias Thesing   | ½-½   |
| Alexei Barsov      | Dirk Hennig        | ½-½   |
| Li Riemersma       | Gerhard Schebler   | ½-½   |
| Hans Ree           | Frank Kroeze       | 1-0   |
| Kick Langeweg      | Christof Sielecki  | 0-1   |
| Bruno Carlier      | Michiel van Wissen | 1-0   |

## Beste individuele scores[1]
| #   | Naam              | Team       | W  | N | Ro   | Tpr  | ΔR   |
| --- | ----------------- | ---------- | -- | - | ---- | ---- | ---- |
| 1.  | Friso Nijboer     | HSG        | 8  | 9 | 2547 | 2736 | +189 |
| 2.  | Ivan Sokolov      | Panfox     | 7  | 8 | 2675 | 2676 | +1   |
| 3.  | Frank Erwich      | LSG        | 7  | 9 | 2299 | 2569 | +270 |
| 4.  | Rudy Douven       | HSG        | 7  | 9 | 2433 | 2557 | +124 |
| 5.  | Leon Pliester     | HSG        | 6½ | 8 | 2373 | 2579 | +206 |
| 6.  | Sybolt Strating   | Amstelveen | 6½ | 9 | 2289 | 2459 | +170 |
| 7.  | Arno Bezemer      | Amstelveen | 6½ | 9 | 2292 | 2439 | +147 |
| 8.  | Jop Delemarre     | Panfox     | 6½ | 9 | 2371 | 2478 | +107 |
| 9.  | Marinus Kuijf     | Panfox     | 6  | 7 | 2437 | 2584 | +147 |
| 10. | John van der Wiel | Panfox     | 6  | 9 | 2551 | 2495 | -56  |
| 11. | Leon Konings      | LSG        | 5½ | 9 | 2286 | 2508 | +222 |
| 12. | Tom Middelburg    | Rotterdam  | 5½ | 9 | 2341 | 2426 | +85  |
| 13. | Kick Langeweg     | Magnus BSG | 5½ | 9 | 2320 | 2395 | +75  |
| 14. | Jeroen Bosch      | Magnus BSG | 5½ | 9 | 2440 | 2487 | +47  |
| 15. | Frank Kroeze      | ESGOO      | 5½ | 9 | 2399 | 2441 | +42  |
| 16. | Michael Feygin    | ESGOO      | 5½ | 9 | 2571 | 2530 | -41  |

1996/97 · 1997/98 · 1998/99 · 1999/00 · 2000/01 · 2001/02 · 2002/03 · 2003/04 · 2004/05 · 2005/06 · 2006/07 · 2007/08 · 2008/09 · 2009/10 · 2010/11 · 2011/12 · 2012/13 · 2013/14 · 2014/15 · 2015/16 · 2016/17 · 2017/18· 2018/19 · 2019/20 · 2020/21 · 2021/22 · 2022/23 · 2023/24